# 심의회 (교황청)
심의회(審議會, 라틴어: Congregationes) 또는 성(省)는 교황청의 행정 조직으로서 로마 가톨릭교회의 중앙 행정기구이다.
각 심의회를 이끄는 장관은 통상적으로 추기경이 맡는다. 지금까지 추기경이 아닌 성직품으로서 심의회의 우두머리 자리를 제수받은 이는 추기경회의에서 추기경으로 임명될 때까지 장관 서리로 명명한다. 최근 들어 이러한 관행은 사라지고 있다.

## 역사와 역할
초세기 이래 기독교에서는 교구 사제단이 교구장 주교의 전례 행사를 보필하였고, 뒤이어 사목 분야도 보필하는 자문단이 되었다. 이와 마찬가지로 교황도 로마 교구 성직자들의 보필을 받았다. 교황은 로마 교구뿐 아니라 보편 교회 전체도 사목하는 직무를 수행하여야 하기 때문에 로마 교구 사제단뿐만 아니라 로마 시에 머무는 주교들의 조언도 받았다. 로마 근교의 교구들도 로마 교구와 특수한 관계로 결합하여 있으므로 로마 근교 교구장 주교들도 교황의 장엄 전례를 보필하는 경우에는 로마 사제단에 포함되었다.
교황은 로마 교구의 사제들과 부제들로 구성되는 사제단과 더불어 교회를 다스렸으며, 좀 더 중요한 업무를 처리하는 때에는 로마 근교의 주교들과 로마 교구의 사제단을 불러 모아 의논하고 결정하였다. 이 회합을 시노드라고 일컬었다. 또한, 교황은 중대한 사건을 처리하고자 로마 관구 공의회를 개최하고, 때에 따라서는 이탈리아 전체 주교들을 전국 공의회로 소집하였으며, 세계적인 문제를 해결하고자 할 때에는 서방 교회의 주교들을 소집하는 총공의회와, 전 세계의 주교들을 소집하는 보편공의회를 개최하였다.
중세기에 교회가 발전하여 교황이 관여하여야 할 업무가 폭주하고 로마 사제단도 방대해져, 로마 시노드만으로 대처하기는 거의 불가능해졌다. 그리하여 로마 사제단에 기원을 둔 추기경단이 구성되었다. 각 교구의 주교좌 참의회처럼 12세기에 추기경단이 교황의 자문 기관으로서 법인체로 설립되었다. 교황은 추기경이라 불리던 로마 사제단의 원로들을 새로이 구성하여 이들의 보필을 받게 되었다. 이 추기경들은 처음에는 교황의 전례 집전을 보좌하였으나, 차차 교황의 위임으로 교회 행정에도 참여하게 되었다. 그 후 추기경이란 명칭은 로마 교회의 원로에게만 배타적으로 사용되었으며 지금의 추기경단을 이루게 되었다. 교황이 임석하는 추기경단 회의에서 보편 교회의 주요 업무를 다루었으며, 이를 추기경단이라 일컬었다. 12세기 이후에는 로마 관구 공의회나 이탈리아 전국 공의회가 드물게 열렸으며, 그 대신에 추기경들이 교황의 자문에 응하는 추기경회의가 자주 개최되었다.
16세기에 교황의 업무량이 폭주하면서 모든 추기경이 매주 두세 번 총회를 개최하여 일을 처리한다는 것은 매우 비능률적인 일이 되었다. 추기경들은 교황에게 상신되는 다양하고 전문 지식이 요구되는 사안들에 관하여 교황을 신속하게 또 올바로 보필하기 위하여 추기경단 전체 회의 전에 분과 위원회별로 사안들을 나누어 연구하고 검토하게 되었다. 추기경단의 이러한 분과 위원회들이 16세기에 이르러 심의회(Congregatio)로 발전하게 되었다.
그러나 모든 추기경이 모든 심의회에 다 참석하는 것은 아니었다. 각기 분담한 심의회에만 참석하면 되었다. 따라서 업무 결재가 신속하게 이루어졌으며, 소관 업무는 전문화되었다. 필연적으로 이들을 보좌하는 전문 위원들이 요구되었으며 이들을 수용할 기구가 필요해졌다. 이처럼 시대의 필요성에 따라 교황 식스토 5세가 1588년에 교황청 기구들을 체계화하였다.
교황 식스토 5세(1585-1590년)는 현대적 의미의 본격적인 관료 제도를 도입하여 교황청을 설치하였다. 그는 1588년 1월 22일 사도적 헌장 《Immensa aeterni Dei》를 반포하여 교황청의 편제를 확립하였다. 곧 보편 교회의 종교적 업무를 맡은 9개의 심의회와 교황령 통치라는 행정적 업무를 맡은 6개 심의회로 교황청을 구성한 것이다. 각각의 심의회에서는 해당 추기경이 소관 업무를 처리하기 위하여 정규적으로 회의를 갖았다. 그 후 교황 성 비오 10세가 교황청을 개편하여 심의회들을 현실에 맞도록 재조정하고 그 업무 수행 방법을 개선하였다. 교황청 심의회는 재판 형식으로 안건을 다루어 왔는데, 여기에 업무 성격에 따라 행정적인 방법을 도입하도록 한 것이다. 이러한 작업이 1917년 공포된 교회법전에 실려 제2차 바티칸 공의회 전후까지 교회 행정의 바탕을 이루어 왔다.
1967년 8월 15일 교황 바오로 6세는 사도적 헌장 《보편 교회의 통치(Regimini Ecclesiae Universae)》를 반포하여 교황청(국무원과 외무평의회, 9개 심의회, 3개 사무국, 평신도평의회, 3개 법원, 6개 사무처, 부속 기관)을 대대적으로 개편하였다.
제2차 바티칸 공의회를 통하여 급격한 변혁을 겪게 된 교회는 발전한 국가의 행정 조직에도 눈을 돌리게 되고, 바오로 6세는 공의회의 정신에 따라 교황청 기구의 개혁을 단행한다. 교황청 각 부서의 책임 추기경들을 5년 임기제로 임명하여 각 부서에 활력을 불어넣었으며, 통상적으로 교회의 일상 행정 업무를 맡아 왔던 심의회는 9개 부서가 그대로 남았으나, 그 이름에 걸맞게 중복되는 업무를 조정하였으며, 교황이 직접 관장하던 부서도 책임 추기경을 두도록 하였다. 또한, 세계 교회의 업무를 담당하는 교황청의 성격을 살려 각 지역 교회의 주교들이 직접 각 부서에 참여하여, 그들 교회의 소망과 필요성을 교황에게 직접 알릴 수 있도록 하였으며, 유럽권 탈피를 이룩하여 명실 공히 세계 교회의 모습을 드러내도록 하였다.
교황 바오로 6세의 교황청 기구 개편은 과거와는 달리 교회법전에 확정하여 수록하지 않고, 국가 행정법처럼 시대와 환경에 따라 교회가 쉽게 적응할 수 있도록 특별법으로 남아 유연성을 줄 수 있게 하였다. 그렇게 하여 교회는 그때그때의 필요성에 알맞게 교황청 기구들을 신설, 개편하게 되었다. 또한, 교황 요한 바오로 2세가 1988년 6월 28일에 사도적 헌장 《착한 목자(Pastor Bonus)》를 발표하고 교황청을 개편하여 현재에 이르고 있다.

## 현행 심의회
- 신앙교리성
- 동방교회성
- 경신성사성
- 주교성
- 교육성
- 시성성
- 성직자성
- 인류복음화성
- 수도회성